# Lijst van gemeenten in Kırşehir
Onderstaande lijst bevat alle gemeenten (2000) in de Turkse provincie Kırşehir.
| District  | Gemeente        | Opmerking               |
| --------- | --------------- | ----------------------- |
| Akçakent  | Akçakent        |                         |
| Akçakent  | Mahsenli        |                         |
| Akpınar   | Akpınar         |                         |
| Akpınar   | Aşağıhomurlu    |                         |
| Akpınar   | Büyükabdiuşağı  | status verloren in 2013 |
| Akpınar   | Köşker          |                         |
| Boztepe   | Boztepe         |                         |
| Boztepe   | Karacaören      |                         |
| Çiçekdağı | Boğazevci       |                         |
| Çiçekdağı | Çiçekdağı       |                         |
| Çiçekdağı | Köseli          |                         |
| Kaman     | Başköy          |                         |
| Kaman     | Çağırkan        |                         |
| Kaman     | Demirli         |                         |
| Kaman     | Hamit           |                         |
| Kaman     | İsahocali       |                         |
| Kaman     | Kaman           |                         |
| Kaman     | Kargınyenice    |                         |
| Kaman     | Kurancılı       |                         |
| Kaman     | Ömerhacılı      |                         |
| Kaman     | Savcılıbüyükoba |                         |
| Kaman     | Yelek           |                         |
| Kırşehir  | Çayağzı         |                         |
| Kırşehir  | Dulkadirli      |                         |
| Kırşehir  | Karahıdır       |                         |
| Kırşehir  | Kırşehir        |                         |
| Kırşehir  | Özbağ           |                         |
| Kırşehir  | Toklümen        |                         |
| Kırşehir  | Ulupınar        |                         |
| Mucur     | Mucur           |                         |